# Wilhelm Klemperer
Wilhelm Klemperer (geboren 30. März 1839 in Prag, Böhmen, Kaisertum Österreich; gestorben 12. Februar 1912 in Schöneberg) war ein deutscher Reformrabbiner. In einem Prager Dokument wird als Geburtsdatum allerdings der 31. März genannt.

## Leben

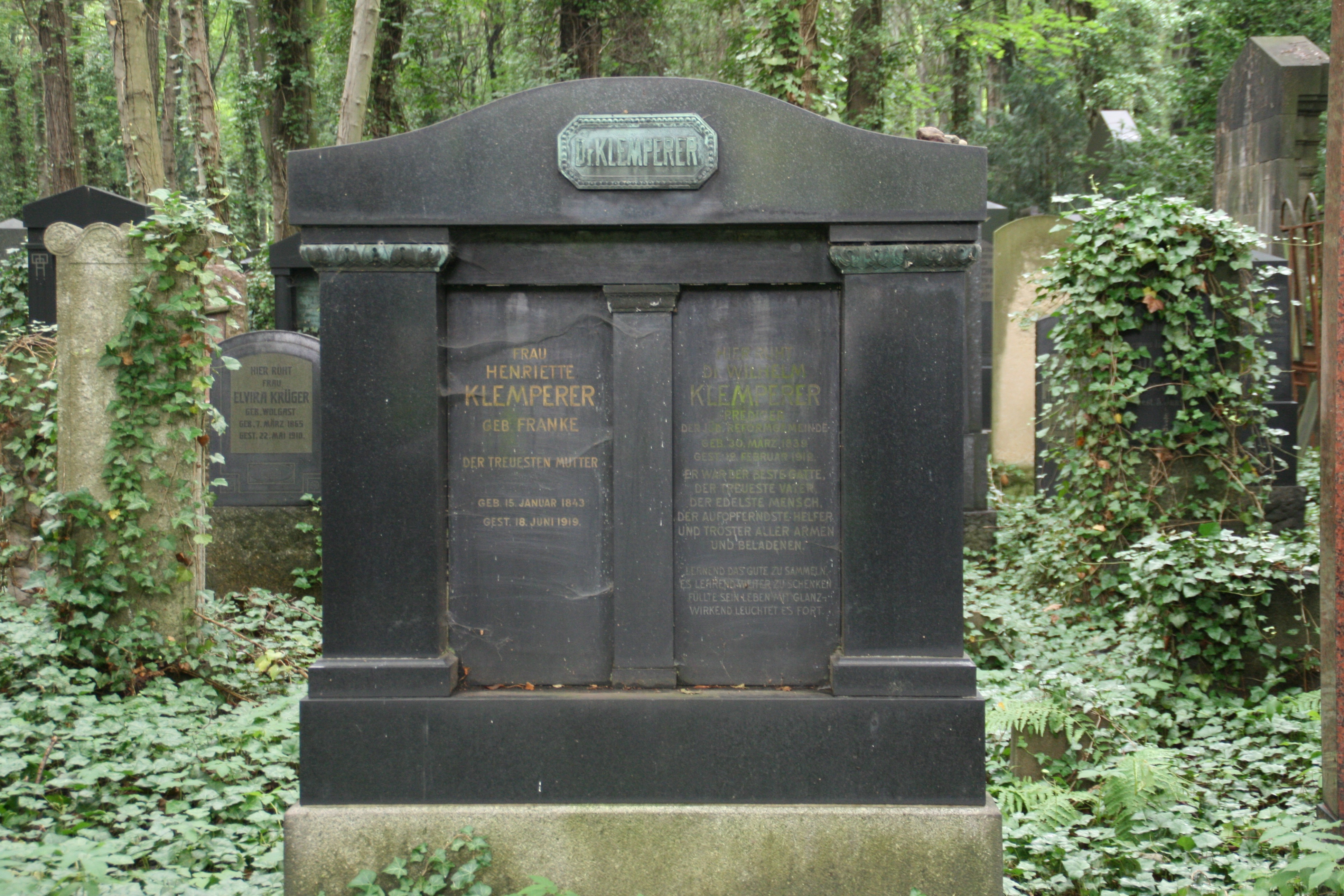
Grabstätte des Ehepaars Klemperer

Wilhelm Klemperer war der älteste Sohn des Rabbiners und Lehrers Abraham Klemperer. Er besuchte das Gymnasium in Prag und ging 1855 an das Jüdisch-Theologische Seminar in Breslau, an dem er 1863 das Rabbinatsdiplom erhielt. Ab 1858 studierte er an der Universität Breslau, u. a. als Schüler von Heinrich Graetz, Philosophie und alte Sprachen und wurde 1861 an der Universität Leipzig mit der Dissertation Die große Versammlung und die Soferim promoviert. 1864 wurde Klemperer zum Rabbiner an der Synagoge (Landsberg an der Warthe) in Landsberg an der Warthe gewählt, wo er über 20 Jahre tätig war.
Am 10. Februar 1885 wurde Wilhelm Klemperer zum Rabbiner der Synagogen-Gemeinde in Bromberg gewählt. In dieser dem traditionellen Judentum ausgerichteten Gemeinde verblieb er 6 Jahre.
1891 wechselte er nach Berlin, wo er am 21. Juni 1891 seine Antrittspredigt an der Synagoge der Jüdischen Reformgemeinde in der Johannisstraße hielt. Nach dem Tod Immanuel Ritters nahm er neben Julius Oppenheimer und Moritz Levin die Stelle als dritter Prediger ein. Er veröffentlichte mehrere Schriften.
Klemperer heiratete 1863 seine Prager Cousine Henriette Franke, sie hatten neun Kinder. Der erstgeborene Sohn Berthold verstarb 1868 im Alter von vier Jahren an „Scharlachfieber“. Unter seinen weiteren 8 Kindern waren Georg Klemperer, Arzt und Direktor des Krankenhauses Berlin-Moabit, Felix Klemperer, Arzt und Direktor des Krankenhauses Berlin-Reinickendorf, sowie der Romanist Victor Klemperer, Verfasser von Lingua Tertii Imperii. Die zweitjüngste Tochter Martha (1874–1954) war verheiratet mit dem Prediger-Kollegen an der Jüdischen Reformgemeinde Julius Jelski.  Der Dirigent Otto Klemperer war ein Neffe.
Wilhelm und Henriette Klemperers Grabstätte befindet sich auf dem Jüdischen Friedhof Berlin-Weißensee.

## Schriften (Auswahl)
- Fest- und Gelegenheits Predigten. Breslau : Schletter’sche Buchhandlung, 1866
- Voltaire und die Juden. Vortrag, gehalten zum Besten des Stipendienfonds der Hochschule für die Wissenschaft des Judenthums, durch Zusätze und Anmerkungen erweitert. Berlin : Verl. d. Bibliograph. Bureaus, 1894.
- Beiträge zur vergleichenden Gnomologie : mit besonderer Berücksichtigung der talmudischen Sprichwörter und Sentenzen. Berlin : S. Calvary, 1894.
- Christian Thomasius, ein Vorkämpfer der Volksaufklärung: Vortrag, gehalten vom Prediger Klemperer im Vereins-Verband für öffentliche Vorträge zu Landsberg a.W. am 15.Februar 1877; Verl. des neumärkisch-posener Bezirks-Verbandes der Gesellschaft für Verbreitung von Volksbildung, Landsberg a. W., 1877.